# 호러스 홀스칼라
호러스 홀스칼라(Horace Horsecoller)는 미국의 애니메이터 어브 아이웍스가 제작한 말을 의인화한 디즈니 캐릭터이다.
미키 마우스의 친구이며, 클라라벨 카우의 남자친구이기도 하다.

## 에피소드
1929년 'The Plow Boy'에 처음 등장하였는데,당시에는 아직 의인화되지 않고 미키의 농작용 말로 등장했다.
같은 해 개봉된 'The Jazz Fool'에서 클라라벨 카우, 클라라 클럭과 함께 레귤러 캐릭터로 등장하기 시작하고,
구피가 등장하기 전까지 미키를 도와주는 역할을 하였다.
가장 최근에 등장한 작품은 미키 마우스 워크와 하우스 오브 마우스이다.

## 성우
- 현재 구피와 플루토의 성우인 빌 파머가 맡고 있다.
- 대한민국에서도 하우스 오브 마우스가 더빙되었으나,호러스의 성우는 알려져 있지 않다.

## 기타
- 하우스 오브 마우스에서는 AV기기를 다루는 일을 맡고 있다.